# Hugh Wheeler
Hugh Callingham Wheeler (Hampstead, 19 marzo 1912 – Monterey, 26 luglio 1987) è stato un librettista, romanziere, sceneggiatore e traduttore britannico naturalizzato statunitense.
Per i suoi libretti dei musical A Little Night Music (1973), Candide (1974) e Sweeney Todd: The Demon Barber of Fleet Street (1979) ha vinto il Tony Award al miglior libretto di un musical.
Insieme a Richard Wilson Webb, Martha Mott Kelly e Mary Louise Aswell White scrisse sotto lo pseudonimo di Patrick Quentin.

## Filmografia

### Sceneggiatore
- Something for Everyone, regia di Harold Prince (1970)
- In viaggio con la zia (Travels with My Aunt), regia di George Cukor (1972)
- Gigi (A Little Night Music), regia di Harold Prince (1977)
- Nijinky, regia di Herbert Ross (1980)